# 1992年夏季残疾人奥林匹克运动会肯尼亚代表团
1992年夏季残疾人奥林匹克运动会肯尼亚代表团是肯尼亚派出的1992年夏季残疾人奥林匹克运动会代表团。获得1枚金牌和1枚铜牌。